# 門德拉鄉
45°49′00″N 25°03′00″E / 45.8167°N 25.05°E
門德拉鄉（羅馬尼亞語：Comuna Mândra, Brașov），是羅馬尼亞的鄉份，位於該國中部，由布拉索夫縣負責管轄，面積65平方公里，海拔高度445米，2007年人口2,961，人口密度每平方公里46人。